# Gnadenbrot (Tierhaltung)
Der Ausdruck „Gnadenbrot erteilen“ bezeichnet seit dem 18. Jahrhundert die Haltung eines alten, nicht mehr leistungsfähigen Pferdes. Aufgrund seiner bisherigen Lebensleistung wird ihm dennoch vom Besitzer Pflege und Versorgung im Alter bis zum Tode gewährt. In der Vergangenheit wurden Pferde in der Regel geschlachtet, wenn sie nicht mehr arbeiten konnten, weil Pferde mehr als heute als reine Nutztiere angesehen wurden. Daher war es ein Ausdruck besonderer Wertschätzung, wenn ein altes Pferd nicht geschlachtet wurde, sondern Gnadenbrot erhielt.

## Pferde
Wenn ein Pferd nicht mehr arbeiten kann, dann stellt sich die Frage, ob das Pferd getötet werden muss oder noch Gnadenbrot erhalten kann.
Der Aufwand zur angemessen Unterbringung, Ernährung und medizinischen Versorgung ist für ein altes Pferd höher als für ein junges Pferd. Ein altes Pferd kann beispielsweise aufgrund von abgenutzten Zähnen nicht mehr richtig fressen, hat Arthrose oder Herzprobleme. Alte Pferde benötigen regelmäßige, an die Tagesform angepasste Bewegung, da sie schneller Muskulatur abbauen als junge Pferde. Viele Pferde erhalten heute ihr Gnadenbrot nicht mehr an dem Ort, an dem sie gelebt und gearbeitet haben, sondern auf speziellen Höfen, die Altersweiden oder Gnadenweiden anbieten.
Der Ausdruck wird verwendet, da Pferde, die nicht mehr arbeiten, dort mehr Zeit auf der Weide verbringen.

## Andere Tiere
In neuerer Zeit wurden zahlreiche über Fundraising finanzierte Gnadenhöfe gegründet, in denen verschiedene Nutz-, Haus- und Wildtiere auf zunächst unbegrenzte Zeit gehalten werden. Dort werden gerne Tiere mit einer erkennbaren Beeinträchtigung oder einer bewegenden Lebensgeschichte aufgenommen, beispielsweise Blindheit oder Misshandlung. Da die Tiere keine besondere Lebensleistung erbracht haben, erhalten sie im engeren Sinn kein Gnadenbrot. Viele Höfe dieser Art werden von Privatpersonen unterhalten, andere sind als gemeinnützige Vereine organisiert. Ein wesentlicher Unterschied zum Tierheim besteht darin, dass die Tiere vom Gnadenhof nicht weitergegeben werden, sondern bis zu ihrem Lebensende dort verbleiben.

## Belege
1. ↑  Kennzahlen der Schweizer Pferdebranche Stand 2016, Schweizer Nationalgestüt SNG, Avenches, www.agroscope.ch, Seite 17.
2. ↑  Abschied vom Pferd – eine schwierige Entscheidung, Elke Hellmich, Pferderevue, Österreichisches Pferdemagazin, 22. Oktober 2014
3. ↑  So bleiben alte Pferde in Schwung (Memento des Originals vom 24. Juni 2018 im Internet Archive)  Info: Der Archivlink wurde automatisch eingesetzt und noch nicht geprüft. Bitte prüfe Original- und Archivlink gemäß Anleitung und entferne dann diesen Hinweis., Angelika Nido Wälty, 22. Januar 2015, Tierwelt.
4. ↑  Eine Altersweide bietet alten Armee- und Reitschulpferden ein Zuhause, Sarah Schindhelm, 5. August 2023
5. ↑  Gnadenhof Luna für blinde Tiere (Memento des Originals vom 24. Juni 2018 im Internet Archive)  Info: Der Archivlink wurde automatisch eingesetzt und noch nicht geprüft. Bitte prüfe Original- und Archivlink gemäß Anleitung und entferne dann diesen Hinweis..